# هوهنلویبن
شهر هوهنلویبندر ایالت تورینگن در کشور آلمان واقع شده‌است.